# Полонина

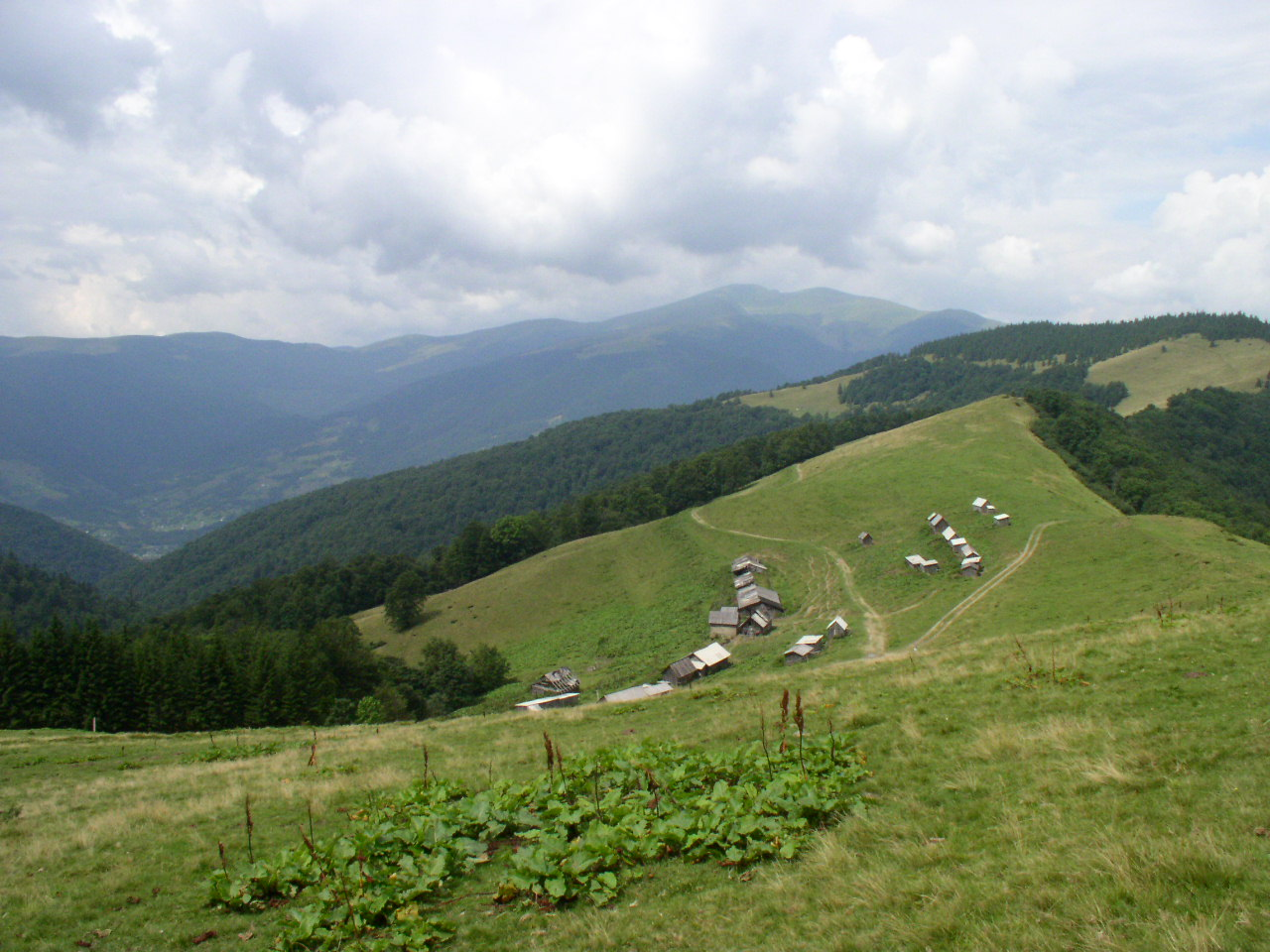
Полонина в Українських Карпатах

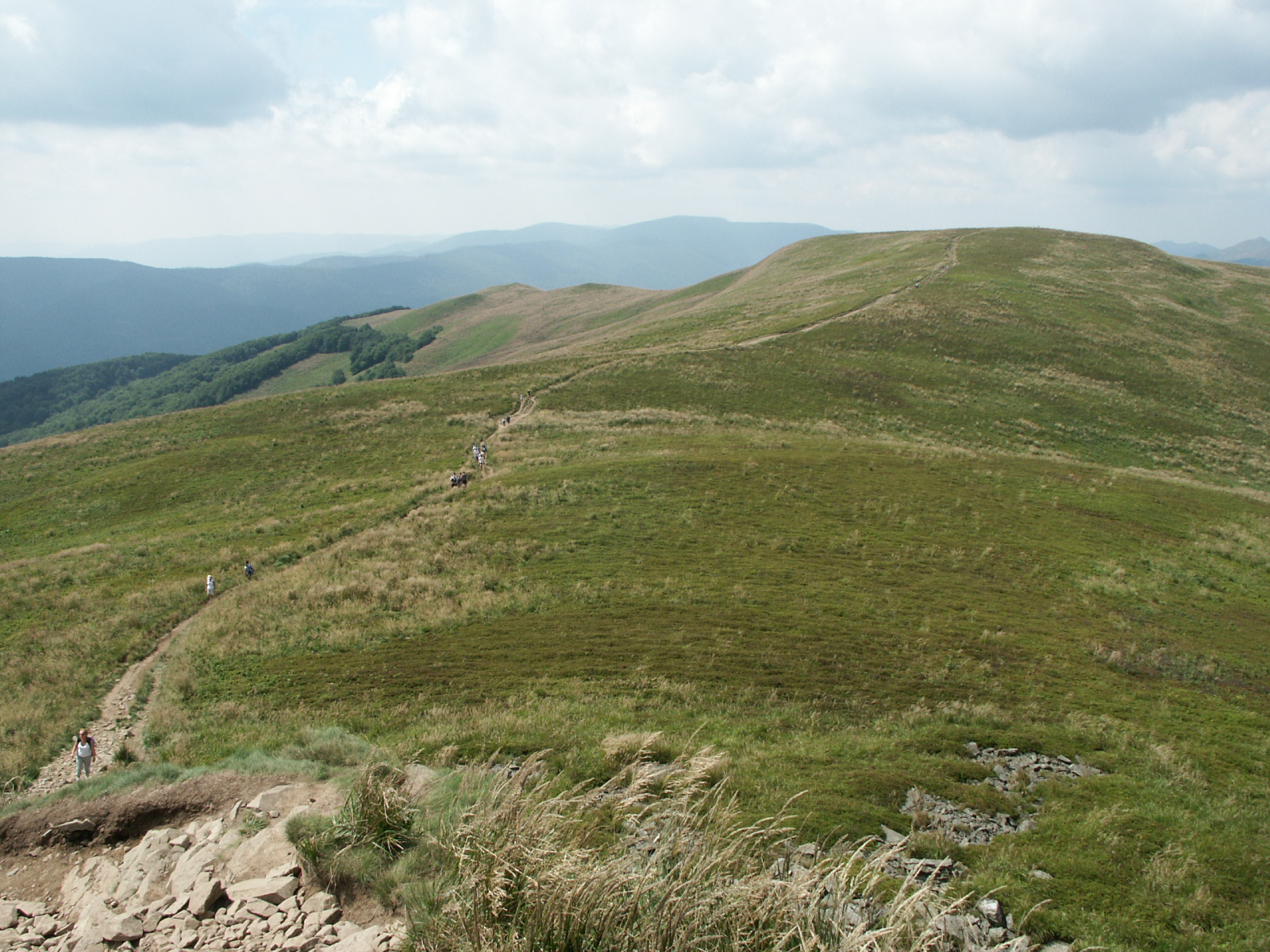
Полонина. Бескиди, Польща

Полони́на (від прасл. polnina «безліса рівнина в горах») — безліса ділянка гірських масивів (Українських Карпат, Дінарських Альп тощо), яку використовують як пасовисько та для сінокосу.
Назва «полонина» трапляється вже у періоді формування давньоукраїнської мови (XI–XIII ст.)..

## Загальні відомості
Субальпійські й альпійські луки в Українських Карпатах називають полонинами, в Румунських — планінами, в Словацьких — голе, а в Польських — гала. У низьких Угорських (Мадярських) Карпатах їх нема. Назва «планіна» також зустрічається у болгар, сербів, хорватів, словенців, словаків для позначення гір, гірських ланцюгів, гірських пасовищ тощо. Наприклад, Шар-Планина, Стара-Планіна — гори альпійської складчастості, утворені сланцями, гранітами, вапняками, пісковиками і конгломератами. Максимальна їхня висота 2376 м (г. Ботев). У Середній Словаччині охоронна ландшафтна область Муранська Планина розташована в межах висот 390–1439 м в. р. м. (найвища вершина — Фабова Голя).
Терміну «полонина» відповідає поняття «яйла» в Кримських горах, «джайляу» на Тянь-Шані тощо. Він широко увійшов в українську географічну термінологію, навіть власні назви окремих ландшафтів пов'язані з цим терміном, наприклад, Полонина Рівна, Полонина Боржава, Полонина Красна. Гірський хребет у внутрішній смузі Українських Карпат, який простягається з північного заходу на південний схід між річками Уж і Тересвою майже на 150 км, називається Полонинським. Одна з геоморфологічних підобластей Українських Карпат — Полонинсько-Чорногірське брилове середньогір'я, а одна із семи фізико-географічних областей — Полонинсько-Чорногірська.
Назва «полонина» місцевого походження, що у гуцулів, бойків означає гірські поверхні, поверхні гірських пасовищ вище від верхньої межі лісу. Гірські пасовища, луки, що розміщені в межах лісового поясу, називають царинками, прилуками або лісовими галявинами. Великі за розмірами царинки, які розташовані в зоні верхньої межі лісу (ВМЛ) і які використовують під пасовища, також називають полонинами.

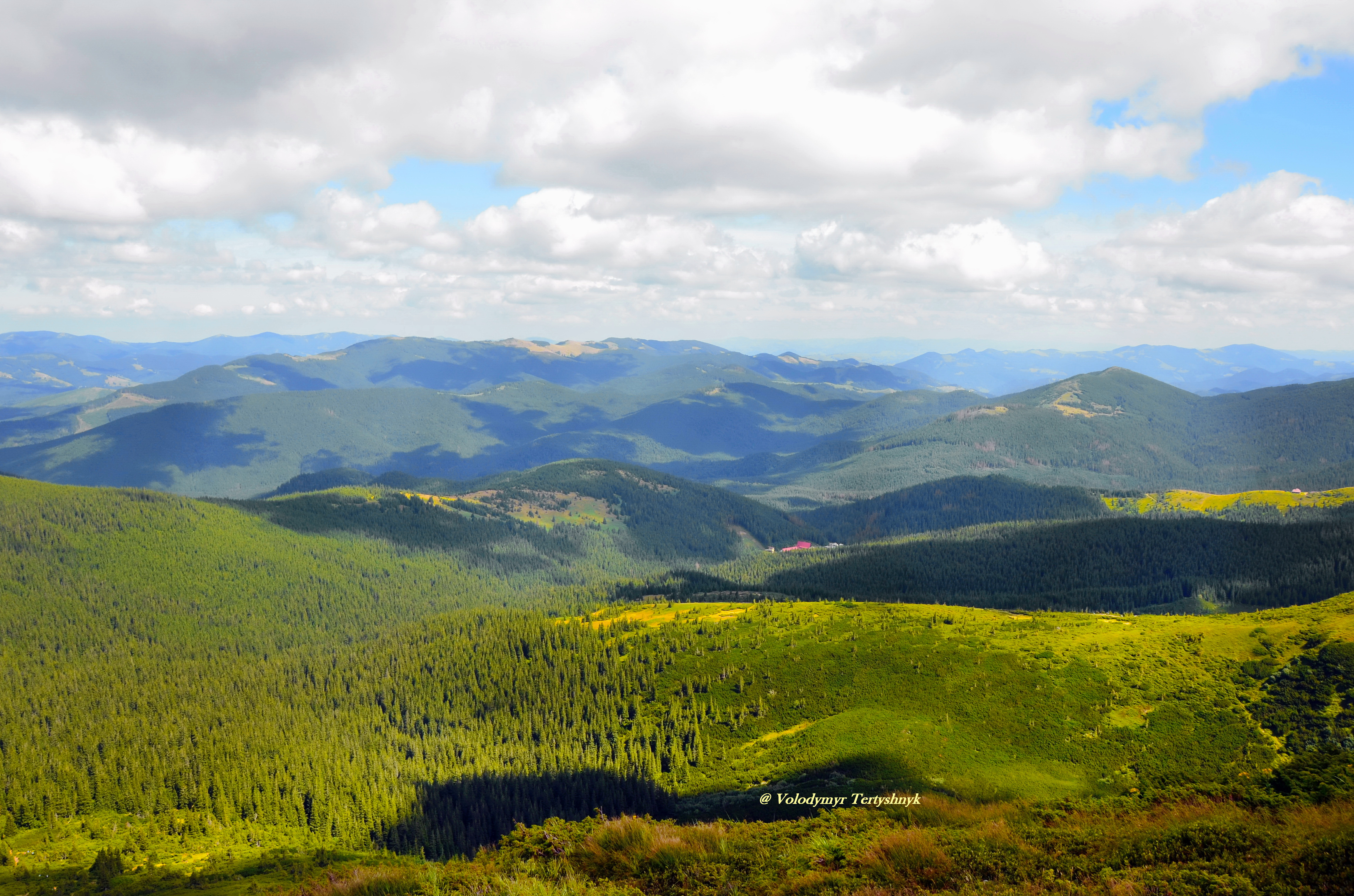
Українські полонини

Деякі полонини простягаються на десятки кілометрів. За флорою полонина подібна до альпійських луків. Ростуть едельвейси, фіалки, айстри, жовтець, мак, перстач, ломикамінь. Полонини вкриті густими й соковитими луговими травами.

## Полонина в культурі
- У повісті «Тіні забутих предків» дуже яскраво відображені звичаї та побут гуцулів під час праці на полонині.
- 1991 року в альбомі «Або або» гурту Воплі Відоплясова вийшла пісня «Полонина».